# Lasioglossum albipes
De Lasioglossum albipes (tên tiếng Anh: berijpte geurgroefbij) là một loài Hymenoptera trong họ Halictidae. Loài này được Fabricius mô tả khoa học năm 1781.